# Palácio Kadriorg
O Palácio Kadriorg (em estônio: Kadrioru loss, em alemão: Schloss Catherinethal) é um palácio Barroco Petrino construído para Catarina I da Rússia por Pedro, o Grande em Tallinn, na Estônia. Tanto o nome estônio como o nome alemão do palácio significam "vale de Catarina". Foi construído após a Grande Guerra do Norte com projetos feitos por Nicola Michetti, Gaetano Chiaveri e Mikhail Zemtsov. O palácio abriga atualmente o Museu de Arte de Kadriorg, uma filial do Museu de Arte de Estônia, exibindo a arte estrangeira dos séculos XVI ao XX. O Museu Kumu, que mostra a arte Estoniana do século XVIII, está situada no mesmo parque que o Palácio Kadriog.

## Construção
Depois do cerco bem sucedido de Tallinn durante a fase final da Grande Guerra do Norte, em 1710, o czar Pedro o Grande da Rússia, comprou uma pequena mansão holandesa em Lasnamäe para sua esposa Catarina. A casa hoje é o resultado de uma restauração drástica ordenada por Nicolau I da Rússia em 1827.
No entanto, os planos para um palácio maior na área logo se desenvolveram e a construção de um novo palácio, Kadriorg, foi iniciado em 25 de julho de 1718. Pedro e Catarina visitaram a residência inacabada em várias ocasiões, mas após a morte do imperador em 1725 Catarina mostrou nenhum interesse na propriedade. Ainda a grande sala com as iniciais de Catarina e a profusa decoração de estuque (atribuída a Heinrich von Bergen) permanece no edifício, enquanto muitos outros interiores foram alterados.

O jardineiro Ilya Surmin foi responsável pelo jardim de flores com duas fontes e o chamado Jardim Miragem em vários níveis. O layout do parque compartilha semelhanças com o de Strelna, em São Petersburgo.